# Ōtaki (Neuseeland)
Ōtaki ist eine Stadt im Kapiti Coast District der Region Wellington auf der Nordinsel von Neuseeland.

## Namensherkunft
Der Name der Stadt entstammt der Sprache der Māori und setzt sich zusammen aus „Ō“ für Ort und „taki“ für Stock.

## Geographie
Die Stadt befindet sich rund 19 km südwestlich von Levin und rund 65 km nordnordöstlich von Wellington an der Küste der Kapiti Coast. Zugang zur Küste hat die Stadt über Ōtaki Beach, das rund 4 km nordwestlich vom Stadtzentrum von Ōtaki entfernt liegt. Östlich der Stadt liegen die Tararua Range, aus denen der Ōtaki River westwärts fließt, Otaki südlich passiert und rund 4 km westlich in die Tasmansee mündet.

## Geschichte
Die Stadt ging aus einer Siedlung der Māori hervor. Das Gebiet an der Küste war häufig umkämpft und so wechselten die Stämme in der Gegend je nach Machtverhältnissen. 1820 wurde das Gebiet von Te Rauparaha, einem Häuptling der Ngāti Toa, erobert. Sein Stamm und die Stämme der Ngāti Raukawa und Ngāti Awa vermischten sich und siedelten vom Whangaehu River bis in die Gegend um Ōtaki. Seither beherrscht der Iwi der Ngāti Raukawa die Gegend um Ōtaki.
Te Rauparaha war an dem Glauben, den die Church Missionary Society vertrat, interessiert und so wurde von dem Missionar und spätere Bischof von Wellington, Octavius Hadfield in der Māori-Siedlung 1839 eine Missionsstation gegründete. Te Rauparaha war es auch, der zwischen 1845 und 1849 in der Siedlung die University of Raukawa errichten ließ, die als die erste Māori-Universität des Landes galt, aber 1995 einem Brand zum Opfer fiel.
1858 wurde der erste Postkutschendienst zwischen Whanganui und Wellington eingerichtet und Ōtaki wurde eine Zwischenstation. Anschluss an das Eisenbahnnetz bekam der Ort mit der Fertigstellung der Eisenbahnlinie von Wellington bis Longburn, heute südwestlich von Palmerston North gelegen. 1912 wurde Ōtaki ein sogenannter Town district und bekam am 1. April 1921 den Status einer Borough verliehen.

## Bevölkerung
Zum Zensus des Jahres 2013 zählte der Ort 5778 Einwohner, 5,7 % mehr als zur Volkszählung im Jahr 2006.
In Ōtaki gibt es sieben Kirchengebäude unterschiedlicher Religionen.

## Wirtschaft
Otaki und sein Umland lebt hauptsächlich von der Landwirtschaft, wobei der Handelsgartenbau, der Gemüseanbau und die Viehhaltung im Vordergrund stehen. Die Gewerbebetriebe der Stadt sind vornehmlich auf die Landwirtschaft ausgerichtet.

## Infrastruktur

### Straßenverkehr
Durch Ōtaki führt der New Zealand State Highway 1, der die Stadt mit Waikanae und Paraparaumu im Süden sowie Levin und weiter nordöstlich über den New Zealand State Highway 57 mit Palmerston North verbindet.

### Eisenbahnverkehr
Der Bahnhof von Ōtaki liegt an der North Island Main Trunk Railway, die Wellington und Auckland auf dem Schienenweg verbindet.

### Bildungswesen
Ōtaki ist auf dem Weg die erste bilinguale Stadt Neuseelands zu werden. Straßennamen, offizielle Dokumente, Geschäftsformulare und weiteres werden zweisprachig in Englisch und Māori verfasst. Seit der Universitätsprofessor Whatarangi Winiata Mitte der 1970er Jahre feststellte, dass kein Māori unter 30 Jahren mehr das Te Reo Māori fließend sprechen konnte, begann man in Ōtaki mit einer Bildungsinitiative. 1981 wurde dazu unter anderem die Te Wānanga o Raukawa gegründet, die breiten Bevölkerungsgruppen und vor allem Māori, die maorische Sprache vermitteln sollte. Stand 2017 sprechen rund 50 % der maorischen Bevölkerung von Ōtaki wieder ihre Sprache fließend, und 16,8 % der Gesamtbevölkerung der Stadt. In Vergleich dazu beherrschen nur 3,7 % aller Neuseeländer das Māori.

## Sport
In der Stadt befindet sich ein Pferderennplatz, der vom Otaki-Maori Racing Club betrieben wird und ein 18-Loch-Golfplatz.

## Persönlichkeiten
- Iain Hewitson, australischer Fernsehkoch
- Te Rauparaha (um 1760–1849), Kriegshäuptling, ursprünglich hier begraben.